# Diana, Prințesă de Wales
Diana, Prințesă de Wales (Diana Frances, născută Spencer; n. 1 iulie 1961, Sandringham, Anglia, Regatul Unit – d. 31 august 1997, Paris, Franța) a fost prima soție a lui Charles, Prinț de Wales, moștenitorul tronului Regatului Unit. Fiii lor, William, Duce de Cambridge și Prințul Harry, Duce de Sussex, sunt primul și al cincilea în linia de succesiune la tronul britanic și a altor cincisprezece state. De la căsătoria din 1981 până la divorțul din 1996, a fost numită Her Royal Highness The Princess of Wales (Alteța Sa Regală Prințesa de Wales), iar după divorț, Diana, Princess of Wales (Diana, Prințesă de Wales).
Figură publică de la anunțul logodnei sale cu Prințul Charles, Diana a rămas centrul atenției aproape constante a privirii cercetătoare a mass-mediei din Marea Britanie și din întreaga lume atât în timpul căsniciei sale, cât și după divorț. Moartea ei subită într-un accident de mașină a fost urmată de o dovadă spontană și prelungită de tristețe publică. Replicile contemporanilor privind viața și moștenirea lăsată de Diana au fost diverse, însă ceea ce a rămas este o fascinație remarcabilă a oamenilor pentru prințesă. Mult așteptata anchetă a medicului legist a ajuns la concluzia că Diana a fost ucisă în urma unui accident de mașină, șoferul fiind orbit de blițul paparazzilor care o urmăreau pe prințesă.

## Biografie
Diana a fost cea mai mică dintre fiicele lui John Spencer, Vicontele Althorp, mai târziu al VIII-lea Conte Spencer și a primei lui soții, Frances, Vicontesa Althorp (fostă Onorabilă Frances Burke Roche și apoi Frances Shand Kydd). În data de 1 iulie 1961, la 18:45, Diana Frances Spencer s-a născut la Park House, casa pe care părinții săi au închiriat-o pe moșia de la Sandringham, Anglia, a reginei Elisabeta a II-a, și a fost botezată pe 30 august 1961, la Biserica Sfânta Maria Magdalena, nașul ei fiind John Floyd. Ea a fost cel de-al patrulea copil al cuplului, având încă patru frați: Lady Sarah Spencer (născută în 1955), Lady Jane Spencer (născută în 1957), John Spencer (mort în 12 ianuarie 1960) și Charles Spencer (născut în 1964). Ca urmare a divorțului părinților ei, în 1969 (din cauza legăturii amoroase dintre Lady Althorp și moștenitorul unei averi din vânzarea tapetului, pe nume Peter Shand Kydd), mama Dianei a luat-o pe ea și pe fratele ei mai mic să locuiască la ea, într-un apartament din Knightsbridge, în Londra, unde Diana a mers la școală. De acel Crăciun, copiii au mers la tatăl lor de sărbători și el nu le-a mai dat voie să se întoarcă la Londra, la mama lor. Lady Althorp a cerut la Tribunal custodia copiilor, însă mărturia mamei Lady Althorp contra fiicei sale din timpul procesului a contribuit la decizia curții de a acorda custodia Dianei și a fratelui ei, tatălui lor.
În copilărie, i-a avut drept parteneri de joacă pe prințul Andrew și Prințul Edward, fiii mai mici ai reginei. După ce tatăl ei a dobândit titlul de Conte Spencer în 1975, Diana a devenit cunoscută drept Lady Diana Spencer. După ce și-a terminat studiile, Lady Diana a devenit educatoare la o grădiniță dintr-o suburbie a Londrei.
În 1976, Lordul Spencer s-a căsătorit cu Raine, Contesă de Dartmouth, singura fiică a romancierei Barbara Cartland, după ce a fost denumit "celălalt bărbat" în divorțul soților Dartmouth. În acea perioadă, Diana a călătorit prin țară, locuind uneori cu unul, alteori cu celălalt dintre părinții ei — cu tatăl ei la reședința din Northamptonshire și cu mama ei, care s-a mutat pe Insula Seil, pe coasta de vest a Scoției. Diana, la fel ca frații ei, nu se înțelegea deloc cu mama ei vitregă.

## Descendența regală

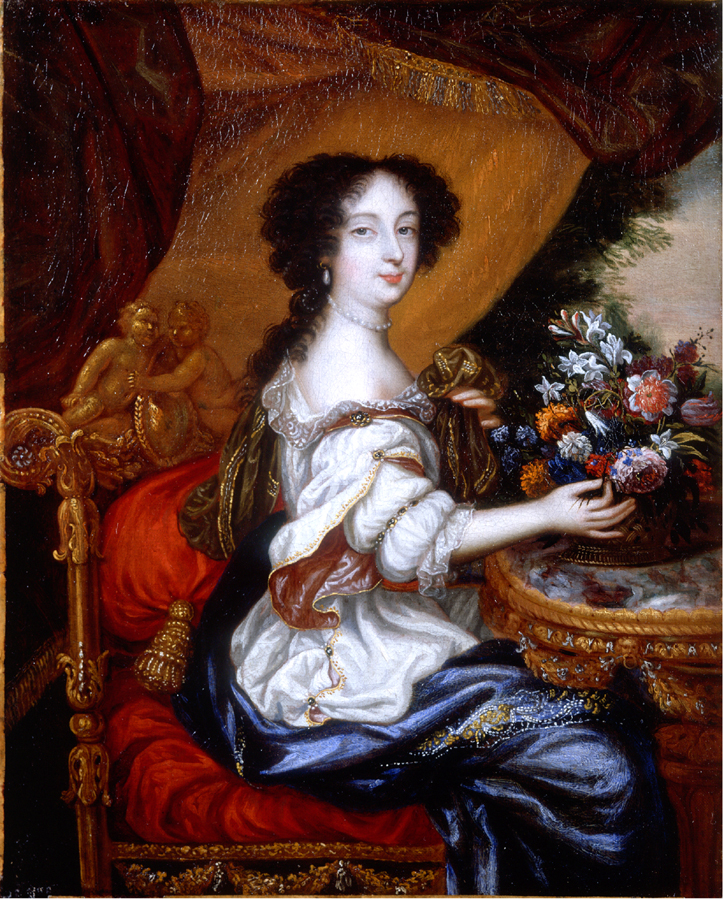
Barbara Palmer, Ducesă de Cleveland, metresa regelui Carol al II-lea al Angliei și strămoașa Dianei prin fiul nelegitim Henry FitzRoy, Duce de Grafton.

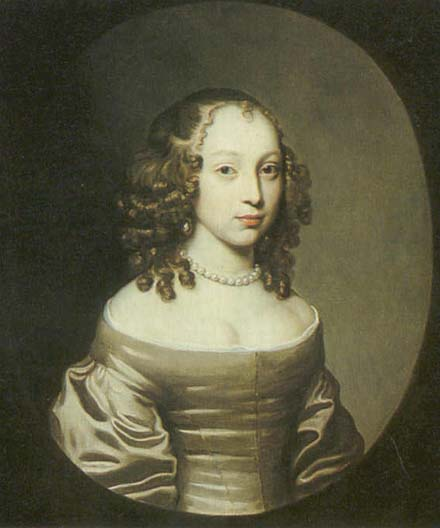
Arabella Churchill, metresa regelui Iacob al II-lea al Angliei și strămoașa Dianei prin fiica ei nelegitimă Henrietta FitzJames.

Diana s-a născut în familia Spencer. Din partea mamei, Diana avea strămoși de origine engleză, irlandeză, scoțiană, americană și armeană. Una dintre străbunicile ei din partea mamei era moștenitoarea Frances Work din New York. Ea era și descendenta Ducilor de Devonshire. Din partea tatălui său, era descendentă a Regelui Carol al II-lea al Angliei, prin patru fii ilegitimi:
- Henry Fitzroy, primul Duce de Grafton, fiul d-nei Barbara Palmer, Ducesă de Cleveland
- Charles Lennox, primul Duce de Richmond și Lennox, fiul d-nei Louise de Kérouaille
- Charles Beauclerk, primul Duce de St Albans|Charles Beauclerk, fiul lui Nell Gwyn
- James Scott, primul Duce de Monmouth|James Crofts- Scott, primul Duce de Monmouth, conducător al unei cunoscute mișcări de protest, fiul lui Lucy Walter

Ea a fost și descendanta regelui Iacob al II-lea al Angliei, printr-o fiică ilegitimă, Henrietta FitzJames. Descendența este după cum urmează:
- Iacob al II-lea al Angliei = Arabella Churchill (metresă regală)
- Henrietta FitzJames (fiica lui Iacob al II-lea) = Henry Waldegrave, Baron Waldegrave
- James Waldegrave, Conte Waldegrave = Mary Webb
- James Waldegrave, al II-lea Conte Waldegrave = Maria Walpole
- Lady Anna Horatia Waldegrave = Lord Hugh Seymour
- Colonel Sir Horace Beauchamp Seymour = Elizabeth Malet Palk
- Adelaide Horatia Elizabeth Seymour = Vice-Admiral Sir Frederick Spencer, al IV -lea Conte Spencer
- Charles Robert Spencer, al VI -lea Conte Spencer = Hon. Margaret Baring
- Albert Edward John Spencer, al VII -lea Conte Spencer = Lady Cynthia Elinor Beatrix Hamilton
- John Spencer, al VIII -lea Conte Spencer = Onorabila Frances Ruth Burke Roche

Alți strămoși notabili au fost: Robert I al Scoției|Robert Bruce; Henry al IV -lea al Angliei; Humphrey, Duce de Gloucester; Mary Boleyn; Lady Catherine Grey; Maria de Salinas; John Egerton, al II -lea Conte de Bridgewater; și James Stanley, al VII -lea Conte de Derby.
Cei din familia Spencer au fost apropiați familiei regale britanice de secole, fiind favorizați mai ales din anii 1600. Bunica Dianei din partea mamei, Ruth Burke Roche, Baroană Fermoy|Ruth, Lady Fermoy, a fost o prietenă pe viață și doamnă de companie pentru Elisabeta Bowes-Lyon|Regina Elisabeta, Regina Mamă. Tatăl ei a fost ofițer al palatului în timpul Regelui George al VI -lea și a Reginei Elisabeta a II -a.
În august 2007, Societatea Istorică Genealogică din Noua Anglie a publicat cartea lui Richard K. Evans "Strămoșii Dianei, Prințesă de Wales, timp de douăsprezece generații".

## Educația
Diana a fost educată mai întâi la Silfield School, Kings Lynn, Norfolk, apoi la Riddlesworth Hall în Norfolk și la Școala de fete West Heath (mai târziu reorganizată ca New School la West Heath, o școală specială pentru băieți și fete) în Sevenoaks, Kent, unde ea a fost considerată a fi o studentă slabă, pentru că încercase și picase examenele de nivel 0 de două ori. Sociabilitatea ei remarcabilă a fost răsplătită cu un premiu la West Heath. În 1977, la 16 ani, ea a plecat de la West Heath și a urmat pentru scurt timp cursurile Institutului Alpin Videmanette, o școală particulară din Rougemont, Elveția. În acea perioadă l-a cunoscut pe viitorul ei soț, care ieșea cu sora ei, Lady Sarah. Diana se remarca la înot și scufundări și își dorea să fie balerină. Ea a făcut balet o perioadă de timp, însă având 1,80 m înălțime, era prea înaltă pentru a deveni balerină profesionistă.
Diana s-a mutat în Londra înainte de a împlini șaptesprezece ani și a locuit în apartamentul mamei sale, căci mama ei locuia în mare parte a timpului în Scoția. Tatăl ei, Contele Spencer, i-a cumpărat, drept cadou la împlinirea vârstei de 18 ani, un apartament în valoare de 50.000 de lire sterline, la Coleherne Court, în cartierul Earls Court din regiunea Royal Borough în Kensington și Chelsea și ea a locuit acolo până în 1981, împreună cu trei colege de apartament.
Stabilindu-se în Londra, ea a urmat un curs de gătit pentru avansați și a muncit mai întâi ca instructor de dans pentru cei mici, până când un accident de schi a obligat-o să lipsească trei luni de la locul de muncă și i-a lăsat o rană permanentă. Apoi ea s-a angajat ca educatoare, s-a ocupat de curățenie pentru sora ei Sarah și câțiva dintre prietenii ei și a muncit ca amfitrioană la petreceri.

## Căsătoria
Viața amoroasă a Prințului Charles a fost mereu subiect de speculație în presă și el a avut legături cu multe femei fermecătoare și aristocrate, inclusiv cu sora mai mare a Dianei, Lady Sarah Spencer. Charles a ieșit și cu Davina Sheffield, moștenitoarea scoțiană Anna Wallace, onorabila Amanda Knatchbull (nepoata Contelui Mountbatten), Susan George (actriță), Lady Jane Wellesley, moștenitoarea foarte bogată Sabrina Guinness și Camilla Shand, printre altele. Având peste treizeci de ani, se făceau presiuni asupra lui să se căsătorească. În mod legal, singura cerință era că nu avea voie să se căsătorească cu o romano-catolică, altfel și-ar pierde locul din ordinea la succesiune; o membră a bisericii anglicane era de preferat. Pentru a avea aprobarea familiei sale și a sfătuitorilor săi, orice posibilă mireasă trebuia să provină din mediul regal sau aristocratic, să fie virgină și să fie protestantă.
Prințul Charles o cunoștea pe Diana de câțiva ani, dar s-a interesat în mod serios de ea ca posibilă mireasă în vara anului 1980, când au fost invitați amândoi într-un sfârșit de săptămână la țară, unde ea l-a privit cum juca polo. Relația s-a dezvoltat când el a invitat-o să navigheze, într-un sfârșit de săptămână la Cowes, pe iahtul Britannia. După aceea a invitat-o la Castelul Balmoral, reședința scoțiană a familiei Windsor, pentru a-i cunoaște familia. Diana a fost primită bine la Balmoral de regina Elisabeta a II-a, de Filip, Duce de Edinburgh și de Regina Mamă. Apoi cuplul a ieșit de mai multe ori în Londra. Prințul a cerut-o în căsătorie în 6 februarie 1981 și Diana a acceptat, însă logodna lor a fost ținută secret câteva săptămâni.

### Logodna și nunta
Logodna lor a devenit oficială în 24 februarie 1981, când moștenitorul tronului i-a dat viitoarei prințese un inel în valoare de 30.000 £, constituit din 14 diamante înconjurând un safir. Diana a acceptat cererea imediat.
Tânăra de 20 de ani a devenit Prințesă de Wales când s-a căsătorit cu Prințul Charles în Catedrala St Paul, pentru că avea mai multe locuri decât Westminster Abbey, care fusese folosită anterior pentru nunțile regale, pe 29 iulie 1981, într-o așa-numită „nuntă de basm” urmărită la televizor de 750 de milioane de oameni. La altar, Diana a inversat, din greșeală, ordinea numelor lui Charles, spunând Philip Charles Arthur George. Ea nu a spus nici că „se va supune”, ceea ce a provocat senzație la vremea aceea. Nunta a început la 11:20 A.M. 21 (ora de vară britanică), iar Diana purta o rochie în valoare de 9000 £, cu o trenă lungă de 8 metri și cu cele mai frumoase broderii.

### Copiii
În 5 noiembrie 1981, prima sarcină a Dianei a fost anunțată oficial și ea a discutat deschis în fața presei problema stării sale. În aripa privată numită Lindo a Spitalului St. Mary, din Paddington, în 21 iunie 1982, Diana a dat naștere primului ei fiu și moștenitor, William. Au fost câteva discuții controversate în presă când ea a hotărât să îl ia pe William, care era bebeluș, în prima ei vizită peste Ocean, în Australia și Noua Zeelandă. Al doilea fiu, Henry, s-a născut după doi ani, pe 15 septembrie 1984. Diana a fost o mamă devotată și le-a dăruit cu generozitate fiilor săi dragoste, îmbrățișări și afecțiune. Ei erau pe primul loc în viața ei. Ea a fost cea care alegea școala, hainele lor și planifica excursiile. Ea își aranja îndatoririle publice în jurul orarului lor.

### Neînțelegerile și despărțirea
La scurt timp însă, relația cuplului de vis s-a răcit, o experiență cu atât mai dureroasă cu cât s-a produs sub ochii omniprezenți ai tabloidelor. Paparazzi au transformat-o pe Diana într-una dintre cele mai fotografiate femei din lume. Ea a suferit de bulimie și depresie. În 1992, Diana și Charles s-au despărțit în mod oficial.

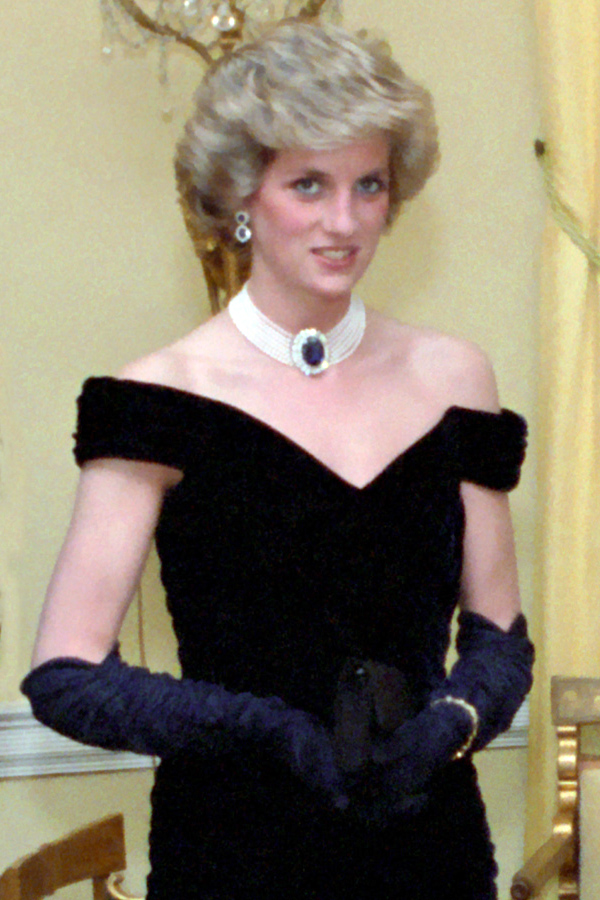
Prințesa Diana în biroul oval de la Casa Albă, 1985

La începutul anilor '90, căsătoria Dianei cu Charles s-a destrămat, eveniment care a fost la început suprimat, apoi a devenit știre de senzație în mass-media internațională. Se pare ca atât Prințul, cât și Prințesa de Wales au vorbit presei prin intermediul prietenilor, fiecare din ei învinovățindu-l pe celălalt de eșecul căsniciei lor. Charles și-a reluat vechea lui relație premaritală cu Camilla, Ducesă de Cornwall. Când a fost întrebat ce rol a avut Camilla în eșecul căsniciei sale, Diana a spus, într-un interviu la BBC, în cadrul unui program tv numit Panorama: "Ei bine, erau trei persoane în căsnicia noastră, deci era puțin înghesuială." În timpul interviului la televiziune, la Panorama, din 20 noiembrie 1995, Diana a confirmat că a avut o relație cu instructorul ei de călărie, James Hewitt.  Charles recunoscuse că a avut o relație extraconjugală cu un an mai devreme, într-un interviu la televiziune cu Jonathan Dimbleby.
Prințul și Prințesa de Wales s-au despărțit în 9 decembrie 1992. Pe când o învinuia pe Camilla Parker-Bowles pentru problemele din căsnicia sa, în octombrie 1993, Diana îi scria unei prietene că bănuia că soțul ei era acum îndrăgostit de Tiggy Legge-Bourke și voia să se căsătorească cu ea. În 3 decembrie 1993, Diana și-a anunțat retragerea din viața publică.

### Divorțul
În decembrie 1995, Regina a fost de acord cu "un divorț rapid" al cuplului Charles și Diana. Acest lucru s-a întâmplat la scurt timp după acuzația, susținută de Diana, că Tiggy Legge-Bourke avortase copilul lui Charles, dându-i motiv lui Tiggy să îl îndemne pe Peter Carter-Ruck să ceară scuze în public. Cu două zile înainte ca știrea aceasta să apară, secretarul Dianei, Patrick Jephson, și-a dat demisia, afirmând după aceea că Diana a "triumfat acuzând-o pe Legge-Bourke că a avortat". În 20 decembrie 1995, Buckingham Palace a anunțat public că Regina le-a trimis scrisori lui Charles și Diana, sfătuindu-i să divorțeze. Decizia Reginei a fost susținută de Primul Ministru și de seniorii din Consiliul de Coroană și, după cum a anunțat BBC, a fost luată după două săptămâni de consfătuiri. Prințul Charles a fost imediat de acord cu această propunere. În februarie 1996, Diana a anunțat că și ea este de acord.
Divorțul a fost finalizat în 28 august 1996.
Diana a primit suma de circa 17 milioane £ prin hotărâre judecătorească, împreună cu un ordin legal care îi interzicea să dea mai multe amănunte presei.
Cu câteva zile înainte de hotărârea definitivă de divorț, Regina Elisabeta a II-a a Regatului Unit a scris scrisori de brevetare a unor reguli generale pentru a stabili titlurile celor care s-au căsătorit cu un membru al Familiei Regale, după divorț. Potrivit acestor reguli, deoarece nu mai era căsătorită cu Prințul Charles de Wales și astfel a încetat să mai fie un membru al Familiei Regale prin căsătorie, Diana și-a pierdut titlul de Alteța Sa Regală și a fost numită numai Diana, Prințesă de Wales. La Palatul Buckingham s-a ținut o conferință de presă în ziua în care a fost luată hotărârea definitivă de divorț, anunțând schimbarea de titlu a Dianei.
De la Palatul Buckingham s-a anunțat că Diana era totuși în mod oficial membră a Familiei Regale, fiind mama celui de al doilea și celui de al treilea pretendent, în ordinea succesiunii, la tron. Acest lucru a fost confirmat de reprezentanta Reginei, Baroana Butler-Sloss, care după o preaudiere, în 8 ianuarie 2007, a susținut: "Sunt mulțumită că după moarte, Diana, Prințesă de Wales a continuat să fie considerată membră a Familiei Regale." Se pare că acest lucru a fost confirmat în recenzia juridică a Înaltei Curți asupra chestiunii Al Fayed & Ors contra Butler-Sloss. În cazul acela, trei judecători ai Înaltei Curți au acceptat dovezile că "tocmai numele de ‘Reprezentant al Familiei Regale’ presupunea parțialitate în contextul anchetei asupra morții a doi oameni, dintre care unul era membru al Familiei Regale, iar celălalt nu era."

## Viața personală după divorț

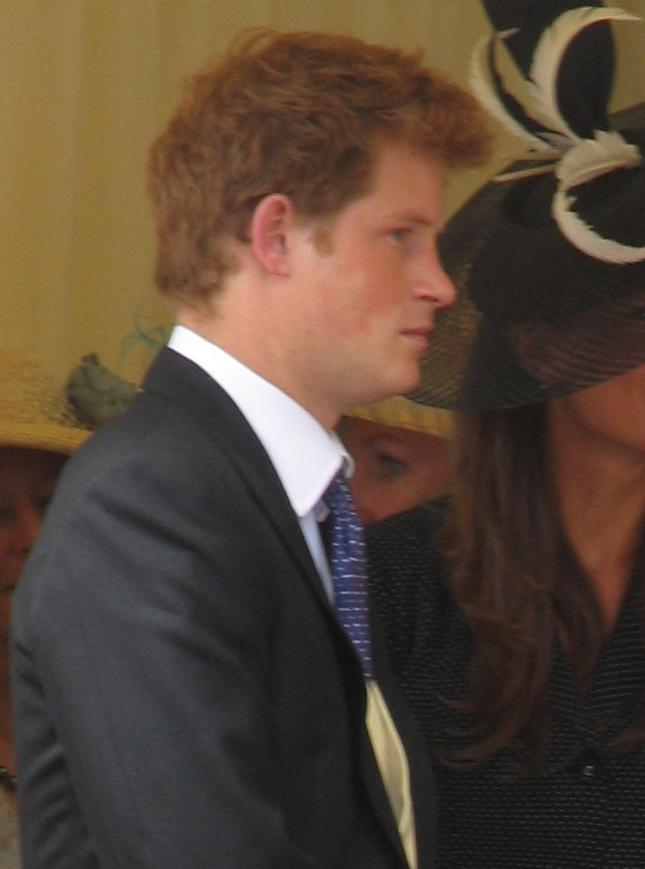
Prințul Henry de Wales, cel mai tânăr fiu al Prințului Charles și al Dianei

După divorț, Diana a păstrat apartmentul din Palatul Kensington, complet redecorat și aceea a fost casa ei până când a murit.
Ea s-a afișat public cu un cardiolog foarte respectat din Pakistan, pe nume Hasnat Khan, care a fost numit "dragostea vieții ei", timp de aproape doi ani, înainte de încheierea relației, de către Khan, datorită unor deosebiri culturale. Curând după aceea, a început o relație cu Dodi Al-Fayed. Aceste amănunte au fost confirmate de martorii anchetei din noiembrie/decembrie 2007.

După divorț, Diana a muncit în special pentru Crucea Roșie și a dus o campanie asiduă pentru a curăța lumea de mine terestre. Munca ei a avut un caracter umanitar mai degrabă decât politic. Ea și-a urmat interesele în filantropie, muzică, modă și călătorii— deși avea totuși nevoie de acordul regal pentru a-și lua copiii cu ea în vacanță sau pentru a reprezenta Marea Britanie în afara granițelor. Fără a avea o casă de vacanță sau unde să își petreacă sfârșitul de săptămână, Diana și-a petrecut majoritatea timpului în Londra, adeseori fără fiii săi, care erau fie cu Prințul Charles, fie la internat. 

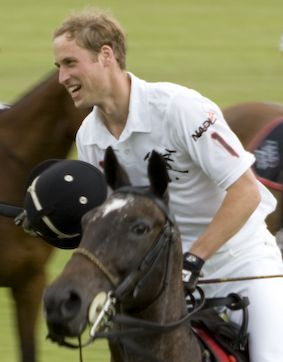
Prințul William de Wales, cel mai mare fiu al Prințului Charles și al Dianei

### Munca de caritate
Începând cu mijlocul și până la sfârșitul anilor ‘80, Prințesa de Wales a devenit foarte cunoscută pentru susținerea pe care o acorda mai multor proiecte caritabile. Acest lucru reieșea în mod natural din rolul ei de Prințesă de Wales — toți se așteptau ca ea să viziteze spitale și să aline suferința celor bolnavi și prin aceasta, își asuma patronajul mai multor  organizații caritabile — și se interesa de anumite boli și de chestiuni în legătură cu sănătatea. Diana era o susținătoare a Campaniei Internaționale pentru Interzicerea Minelor Terestre, campanie care a câștigat premiul Nobel pentru Pace în 1997.

### Vigilența în ceea ce priveșteSIDA
În aprilie 1987, Prințesa de Wales a fost una dintre primele celebrități marcante care a fost fotografiată atingând o persoană infectată cu HIV în sediul organizației 'lanțul speranței'. Contribuția ei la schimbarea opiniei publice în privința bolnavilor de SIDA a fost rezumată în decembrie 2001 de Bill Clinton la 'Conferința despre SIDA, în amintirea Dianei, Prințesă de Wales':
| “              | "În 1987, când atât de mulți încă mai credeau că SIDA se poate transmite prin atingere, Prințesa Diana a șezut pe patul unui bolnav de SIDA și l-a ținut de mână. Ea a arătat lumii întregi că bolnavii de SIDA nu merită izolare, ci compasiune și bunătate. Lucrul acesta a ajutat la schimbarea opiniei întregii lumi și le-a adus speranțe bolnavilor de SIDA." | ” |
| — Bill Clinton | |   |

### Minele terestre
În ianuarie 1997, fotografii cu Prințesa făcând turul unui teren minat din Angola purtând o cască de protecție și o haină de protecție au fost răspândite în lumea întreagă. În timpul acelei campanii, câțiva au acuzat-o pe Prințesă de amestec în politică și au declarat că ea 'se manifesta prea liber' În august 1997, cu câteva zile înainte de moarte, ea a vizitat Bosnia, alături de organizația Supraviețuitorii Minelor Terestre. Interesul ei pentru minele terestre era centrat pe rănile provocate de ele, adeseori având ca victime copiii, la mult timp după ce s-a încheiat conflictul în care au fost minele terestre folosite.
Se crede că ea a influențat semnarea, deși numai după moarte, a Tratatului de la Ottawa, care a creat o interzicere internațională asupra folosirii minelor anti-persoană. În introducerea sa, la Cea de-a Doua Lectură a Legii Contra Minelor de Teren din 1998 în Camera Britanică a Comunelor, Secretarul însărcinat cu Afacerile Externe, Robin Cook, a adus un tribut muncii depuse de Diana în ceea ce privește minele de teren:
| “            | Toți distinșii deputați vor lua în considerare, din corespondența lor, imensa contribuție adusă de Diana, Prințesă de Wales, la înștiințarea multor membrii în privința daunelor și victimelor pe care minele de teren le fac. Cel mai bun mod al nostru de exprimare a aprecierii muncii sale și a muncii organizațiilor non-guvernamentale, care au dus campanii contra minelor de teren, este să aprobăm Legea și să pavăm drumul spre o interzicere mondială a minelor terestre. | ” |
| — Robin Cook | |   |

Națiunile Unite au făcut apel la națiunile care produceau și aveau depozite numeroase de mine terestre (China, India, Coreea de Nord, Pakistan, Rusia și Statele Unite ale Americii) să semneze Tratatul de la Ottawa, care interzice producerea și folosirea minelor, ceea ce a urmărit Diana în campaniile sale. Carol Bellamy, Director Executiv al Fondului pentru ajutorarea Copiilor din cadrul Națiunilor Unite (UNICEF), a precizat că minele de teren au rămas "o atracție mortală pentru copii, a căror curiozitate înnăscută și dorință de joacă le pun viețile în pericol". 

## Moartea
La 30 august, Diana și Dodi au zburat din Sardinia spre Paris. Diana intenționa să se întoarcă la Palatul Kensington în dimineața următoare, după ce va petrece o noapte la vila lui Dodi din Paris. În acea seară, Diana și Dodi au luat cina la restaurantul hotelului Ritz din Paris, aflat în proprietatea tatălui lui Dodi începând cu anul 1979. Fotografii de senzație au apărut și ei. Spre finalul cinei, Dodi i-a spus șoferului să ducă mașina înapoi la vila sa, într-o încercare de a-i atrage pe fotografi. Henri Paul, gardă personală la hotelul Ritz urma să fie noul șofer. Acesta a fost de acord cu această însărcinare, deși băuse și luase și anti-depresive, care nu trebuie amestecate cu alcool.

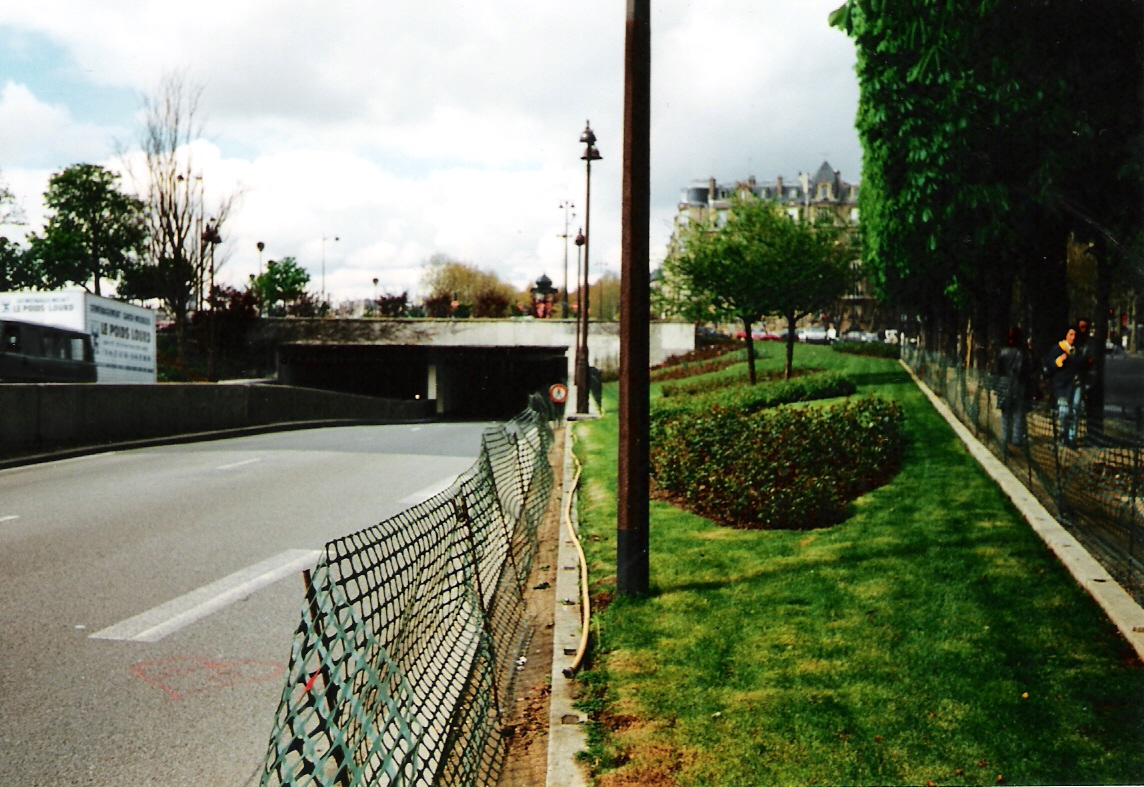
Intrarea în tunelul Pont d'Alma, locul accidentului fatal

În 31 august 1997, Diana a murit într-un accident de mașină în tunelul stradal numit Pont de l'Alma din Paris, împreună cu Dodi Al-Fayed și cu șeful securității de la Hotelul Ritz din Paris, Henri Paul, care avusese misiunea de a conduce mașina Mercedes-Benz închiriată, prin Paris, pentru a se feri de paparazzi. Mașina lor Mercedes-Benz W140|Mercedes-Benz S280 neagră din 1994 s-a ciocnit de al treisprezecelea stâlp al tunelului. Tunelul cu două benzi era construit fără bariere metalice în fața stâlpilor. Niciunul dintre cei patru ocupanți nu avea centura de siguranță. 
În timp ce se deplasau prin oraș, erau urmăriți îndeaproape de paparazzi pe motociclete. La Place de la Concorde, Henri Paul a apăsat pedala de accelerație pentru a scăpa de presă. Când au ajuns la un tunel ce trecea pe sub Pont de l'Alma, șoferul conducea la o viteza estimată la 200 km/h, într-o zonă cu viteza restricționată la 50 km/h. Paul a pierdut controlul mașinii în momentul în care au intrat în tunel, iar Mercedesul a ricoșat într-un zid și s-a zdrobit literalmente de pilonii care susțineau partea superioară a tunelului.

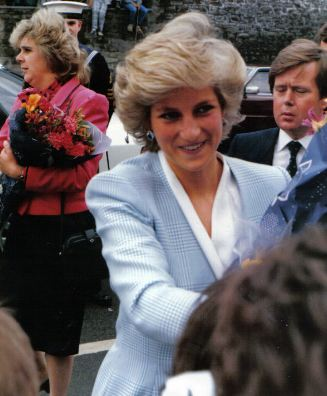
Lady D la deschiderea unui centru comunitar, Bristol, mai 1987

Diana, încă în viață, însă cu răni grave la nivelul pieptului, a fost dusă la spitalul Hôpital de la Salpêtrière, unde a avut un stop cardiac la câteva minute după ce a fost adusă. Chirurgii nu au reușit să o resusciteze, iar la ora 3 dimineața i-a fost stabilit decesul. Diana era în vârstă de 36 de ani.
Jurnaliștii, care urmăriseră mașina, au sosit la pasajul subteran Alma în etape diferite. Serge Arnal, Christian Martinez și Stéphane Darmon au ajuns primii, urmați rapid de Serge Benhamou. Înregistrările oferite de operatorii telefonie mobilă Itinéris și SFR Serge Arnal susțineau că el a încercat să sune serviciul de urgență. Filmul luat din aparatele de fotografiat ale lui Christian Martinez și Serge Arnal au dovedit că ei făceau fotografii mașinii și / sau pasagerilor aproape imediat după sosirea lor acolo – nu era nicio ambulanță prin apropiere în fotografiile lor.
Analizele sângelui au dovedit că Henri Paul era în stare de ebrietate mult peste limita admisă în timp ce conducea. El a condus cu viteză mare pentru a scăpa de jurnaliștii care îi urmăreau. Testele făcute au dovedit că el consumase o cantitate de alcool de trei ori peste limita admisă în Franța. Garda personală a lui Fayed, Trevor Rees-Jones, care era pe locul din dreapta în față, a fost cel mai aproape de punctul de impact și totuși a fost singurul supraviețuitor al accidentului. Henri Paul și Dodi Fayed au murit pe loc, iar Diana — fără centură pe locul din spate - a alunecat înainte în timpul impactului și, fiind aruncată cu putere în interiorul mașinii, a ajuns sub scaunul din fața ei, având răni grave în zona inimii și hemoragie internă. Ea a fost în cele din urmă, după destul de mult timp, transportată cu ambulanța la Spitalul Pitié-Salpêtrière, făcând de două ori stop cardiac pe drum. În ciuda multor încercări de resuscitare, incluzând masaj cardiac intern, ea a decedat la ora 4 a.m. ora locală. Înmormântarea ei, în 6 septembrie 1997 a fost difuzată la tv și urmărită de aproximativ 2.5 de miliarde de persoane din lumea întreagă.
O anchetă juridică franceză, timp de optsprezece luni, a dus la concluzia, în 1999, că accidentul în care a murit Diana a fost cauzat de Paul, care a pierdut controlul asupra mașinii și a condus cu viteză mare fiind în stare de ebrietate.
Începând cu februarie 1999, tatăl lui Dodi, Mohamed Al-Fayed (proprietarul Hotelului Ritz din Paris, pentru care muncea Paul) a pretins că accidentul a fost rezultatul unei conspirații, și de atunci a susținut că accidentul a fost organizat de Serviciile Secrete, urmând instrucțiunile Prințului Philip, Ducele de Edinburgh.
Pretențiile lui Fayed că accidentul a fost rezultatul unei conspirații au fost respinse de o investigație juridică franceză, și de Operațiunea Paget, precum și de cercetările Poliției Metropolitane, care s-au încheiat în 2006.
O anchetă condusă de judecătorul Scott Baker asupra circumstanțelor morții Dianei și a lui Dodi Fayed a început la Curtea Regală de Justiție, la Londra, în 2 octombrie 2007 și a continuat ancheta începută în 2004.  Un juriu a decis în 7 aprilie 2008 că Diana a fost ucisă din cauza modului negligent de a conduce al șoferului Henri Paul și din cauza fotografilor. În ziua următoare, dl. Fayed a anunțat că își încheie campania pe care a susținut-o timp de 10 ani, pentru liniștea copiilor Prințesei de Wales decedate.
Moartea tragică a prințesei Diana a provocat o răbufnire de sentimente naționale din partea britanicilor, nemaivăzută de la sărbătorirea finalului celui de-Al Doilea Război Mondial. Persoane îndoliate au adus peste două milioane de buchete de flori la palatele regale și au stat la coadă peste 12 ore pentru a se semna în cartea de condoleanțe. Peste 3.500 de linii telefonice au fost deschise pentru donații într-un fond comemorativ, iar într-un an, fundația caritabilă constituită în memoria prințesei Diana a adunat 133 de milioane de dolari, din care 48 de milioane de dolari au provenit din vânzarea discului lui Elton John Candle in the Wind 1997 și 20 de milioane de dolari, din vânzarea unor suveniruri oficiale cu prințesa de Wales.
După ce a fost criticată pentru că nu a împărtășit durerea poporului britanic, familia regală a organizat înmormântarea Dianei la catedrala Westminster, în 6 septembrie. Sicriul Dianei a fost dus de la palatul Kensington până la Westminster Abbey într-o caleașcă trasă de cai. Aproximativ un milion de oameni au condus-o pe prințesă pe ultimul său drum. Fiii Dianei, William, în vârstă de 15 ani și Harry, în vârstă de 12 ani, însoțiți de tatăl lor, prințul Charles, de bunicul lor, prințul Philip și de unchiul lor Charles, contele Spencer, au dus sicriul în ultima parte a ceremoniei.
După ceremonie, trupul neînsuflețit al Dianei a fost dus într-un dric la vechea moșie a familiei sale, situată în apropiere de Althorp. Într-o ceremonie privată, ea a fost îngropată pe o insuliță, umbrită de arbori, situată în mijlocul unui mic lac și aflată la adăpost de aparatele de fotografiat.

### Omagiile, funeralii și înmormântarea

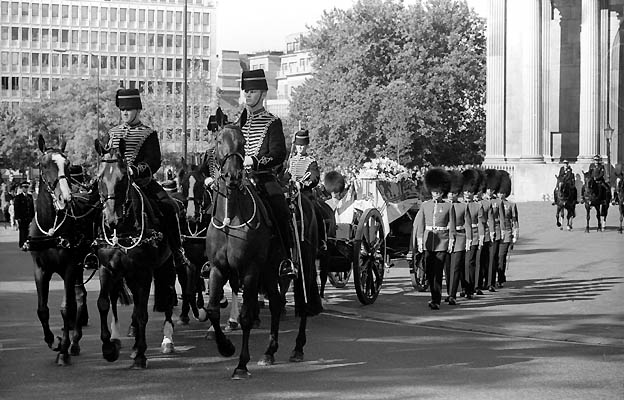
Procesiunea funerară trecând prin Parcul St. James, Londra.

Funeraliile Dianei au avut loc  în Westminster Abbey, pe 6 septembrie 1997. Cu o zi înainte, după o absență lungă de o săptămână din fața publicului, Regina Elisabeta a II-a și-a adus omagiile fostei sale nore într-o transmisiune televizată (transmisiunea a avut un public de peste 2.5 miliarde de oameni din intreaga lume):
| “ | "Din momentul în care groaznica veste a ajuns la noi, duminica trecută, am văzut, în toată Anglia și în lume, expresia unei copleșitoare tristeți pentru moartea Dianei. Am încercat cu toții, în diferite moduri, să facem față acestui fapt. Nu a fost ușor să ne exprimăm sentimentul pierderii, deoarece șocul inițial este adesea urmat de un amestec de alte sentimente: neîncredere, neînțelegere, nemulțumire - și grijă pentru cei care rămân. Am fost cu toții emoționați în ultimele zile. Astfel, ceea ce vă spun acum, ca regină și ca bunică, vă spun din inimă. Mai întâi, vreau să aduc omagii Dianei. A fost o persoană excepțională și înzestrată cu multe calități. În vremuri bune sau rele, ea nu și-a pierdut niciodată capacitatea de a zâmbi și de a râde, nici de a-i inspira pe ceilalți cu bunătatea și căldura ei. Am admirat-o și am respectat-o - pentru energia și implicarea ei în ajutarea altora, în special pentru devotamentul ei pentru cei doi fii ai săi. În această săptămână, la Balmoral, am încercat cu toții să îi ajutăm pe William și Harry să accepte pierderea devastatoare pe care au suferit-o. Niciunul dintre cei care au cunoscut-o pe Diana nu o va uita. Milioane de oameni care nu au cunoscut-o, dar simt că o cunosc, își vor aminti de ea. Eu cred că se pot învăța multe lecții din viața ei și din reacția extraordinară și emoționantă a oamenilor la moartea ei. Cred, la fel ca dumneavoastră, că amintirea ei trebuie păstrată cu drag. Aceasta este o ocazie pentru mine, în numele familiei, în special în numele Prințului Charles, a lui William și Harry, să vă mulțumesc tuturor celor care ați adus flori, ați trimis mesaje și ați adus omagii acestei persoane remarcabile. Aceste dovezi de bunătate au fost o sursă nesecată de ajutor și alinare. Gândurile noastre sunt alături de familia Dianei și de familiile celor care au murit în același accident. Știu că și ei au fost nevoiți să găsească forță, după cele întâmplate, de la sfârșitul săptămânii trecute și până astăzi, încercând să își vindece durerea și apoi să înfrunte viitorul în lipsa unei persoane dragi. Sper că mâine vom reuși cu toții, oriunde am fi, să ne exprimăm mâhnirea cauzată de pierderea Dianei și recunoștința pentru viața ei mult prea scurtă. Este o șansă de a arăta lumii întregi Marea Britanie, ca națiune unită în mâhnire și considerație. Fie ca cei care au murit să se odihnească în pace, și fie ca noi, fiecare dintre noi, să îi mulțumim lui Dumnezeu pentru o persoană care i-a făcut fericiți pe mulți, mulți alții." | ” |

Moartea neașteptată și surprinzătoare a unei persoane regale foarte populare a adus declarații numeroase din partea unor persoane publice vârstnice din lumea întreagă și multe omagii din partea membrilor publicului. Ca reacție la vestea morții prințesei, oamenii au depus ofrande publice de flori, lumânări, cărți poștale și mesaje personale. Până în 10 septembrie, grămada de flori de lângă Grădina Kensington era înaltă de 1,52 metri în anumite locuri și stratul de la bază începuse să se descompună. În aceeași zi, Fabio Piras, un turist din Sardinia, a fost condamnat la o săptămână de închisoare pentru că a luat un ursuleț pe care îl lăsase un membru al publicului printre florile de la Palatul St. James ca ofrandă adusă Dianei (această condamnare a fost redusă la o amendă de 100 £, reducere care a dus la lovirea lui, primind un pumn de la un membru al publicului, când părăsea tribunalul.) În ziua următoare, Maria Rigociova, o profesoară de gimnaziu în vârstă de 54 de ani, și Agnesa Sihelska, tehnician în comunicații, în vârstă de 50 de ani, au primit fiecare câte o condamnare de 28 de zile închisoare pentru că au luat unsprezece ursuleți și mai multe flori din grămada care se afla în fața Palatului St. James' Palace, în conformitate cu tradițiile funerare slovace. Aceasta a fost, de asemenea, mai târziu redusă la o amendă (de 200 £ fiecare) după ce ele au petrecut două nopți la închisoare.
Reacția publicului la moartea Dianei a fost criticată la vremea aceea ca fiind "isterică", "naivă" și "irațională", critici care s-au repetat la cea de-a zecea aniversare, când Jonathan Freedland și-a exprimat opinia că "A ajuns o amintire stânjenitoare, ca o propoziție insipidă, plină de milă față de sine, a unui adolescent într-un jurnal... ne plecăm adânc dacă ne gândim la ea."
Înmormântarea Dianei a fost o revărsare universală de mâhnire la moartea ei. La înmormântare au participat toți membrii familiei regale. Fiii ei, William și Harry, au mers în urma cosciugului împreună cu tatăl lor, Prințul Charles, bunicul lor, Prințul Philip și fratele Dianei, Earl Spencer. În timpul serviciului, Elton John a cântat o nouă versiune a melodiei "Candle In The Wind 1997", șlagărul său de succes dedicat inițial Marilynei Monroe. Titlul versiunii refăcute a melodiei a fost schimbat în "Lumânare în bătaia vântului 1997" și textul se referă la Diana. Înmormântarea a avut loc în particular, mai târziu în aceeași zi. Prințul de Wales, fiii Dianei, mama ei, frații și surorile, o prietenă apropiată și un preot au fost prezenți. Corpul Dianei era îmbrăcat cu o rochie neagră, cu mâneci lungi, rochie creată de Catherine Walker, pe care a ales-o în urmă cu câteva săptămâni. I-a fost așezat în mâini un rozariu, un cadou primit de la Maica Tereza care a murit în aceeași săptămână cu Diana. Mormântul ei este pe o insulă în cadrul teritoriului Parcului Althorp, unde se află căminul familiei Spencer.
Planul inițial era ca Diana să fie îngropată în cavoul familiei Spencer la biserica locală de lângă Great Brington, însă fratele ei mai mic, Charles Spencer, al IX lea Conte Spencer, a spus că era îngrijorat în privința siguranței publice, a protecției și a atacurilor violente ale vizitatorilor care ar copleși Great Brington. El a decis că dorea ca mormântul surorii sale mai mari să se afle undeva în siguranță, unde să fie îngrijit și unde să poată fi ușor vizitat de fiii ei și de alte rude.
Insula este situată pe un lac ornamental cunoscut ca Ovalul Rotund din cadrul Grădinilor Althorp Park. O potecă mărginită de treizeci și șase de stejari, marcând fiecare an al vieții ei, duce la Oval. Patru lebede negre înoată pe lac. Pe apă plutesc nuferi, care, alături de trandafirii albi, erau florile preferate ale Dianei.
La marginea de sud a Ovalului rotund se află Casa de vară, care a fost anterior situată în grădinile Casei Amiralității, Londra, iar acum adaptată pentru a servi ca loc memorial pentru Diana. Un vechi parc dendrologic se află în apropiere, conținând copaci plantați de Prințul William de Wales și Prințul Henry de Wales, precum și de alți membrii ai familiei și chiar de însăși Diana.

#### Monumente comemorative

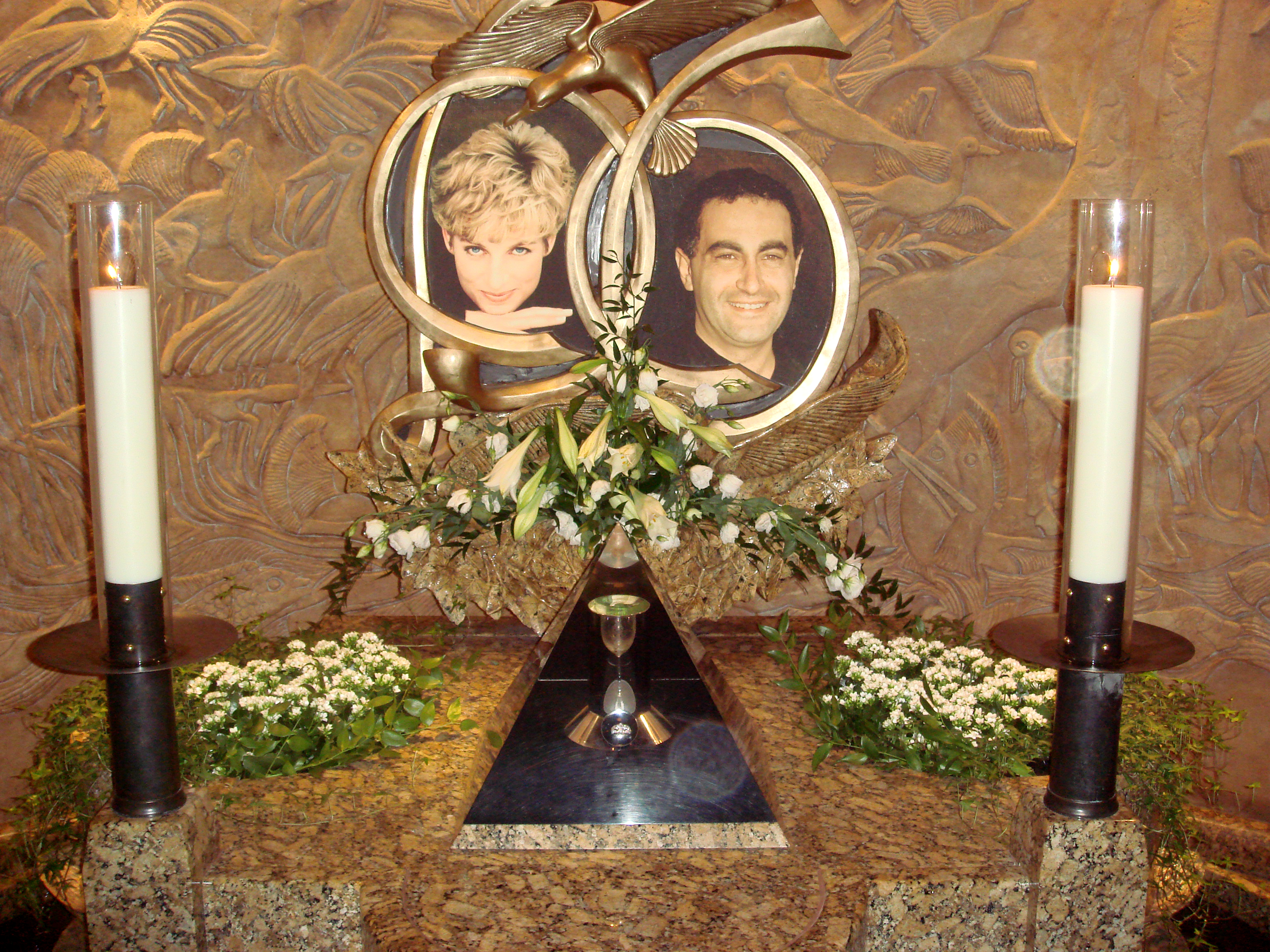
Primul dintre cele două monumente comemorative pentru Diana, Prințesă de Wales, și Dodi Al-Fayed la Harrods.

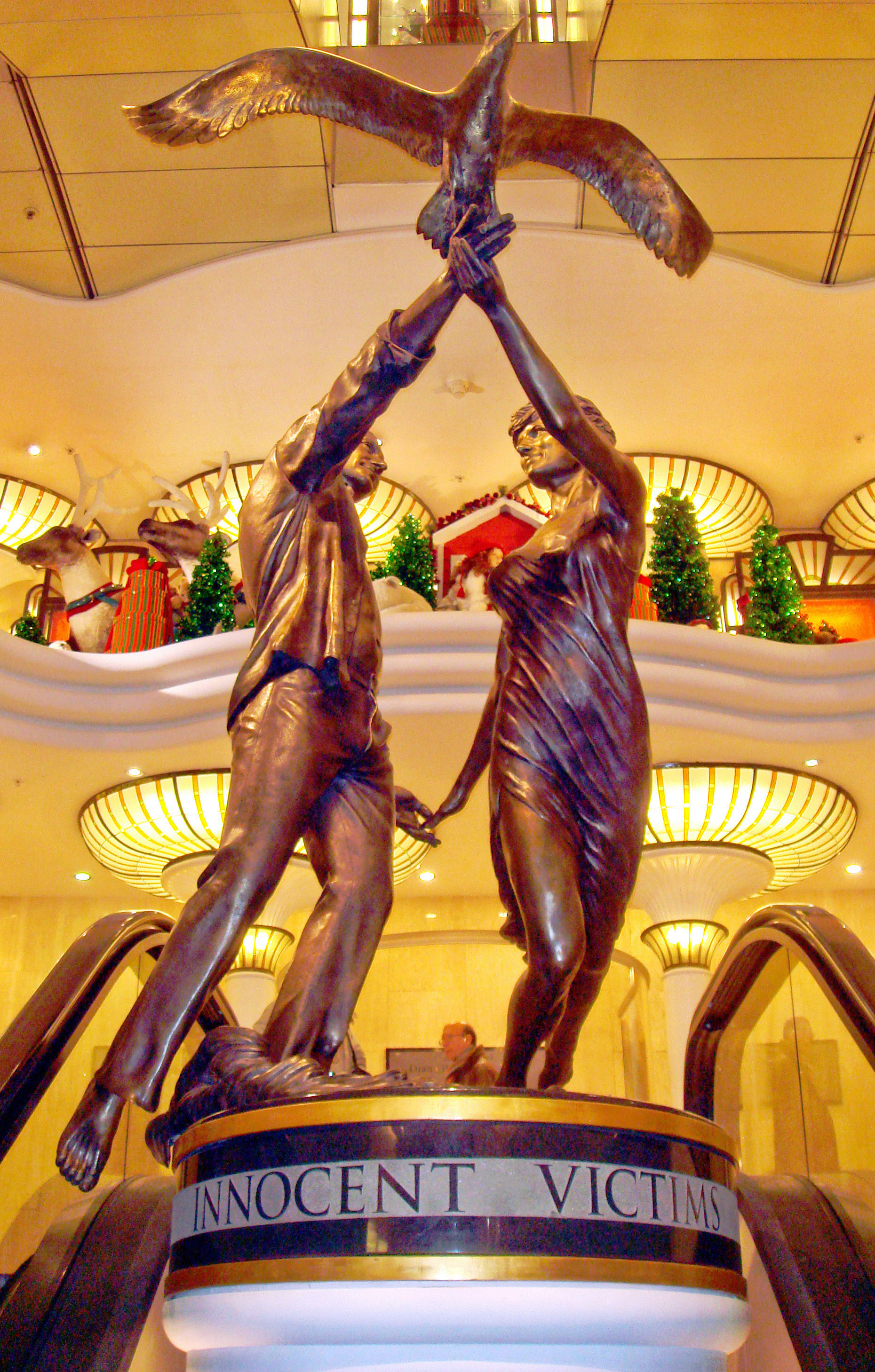
„Victime nevinovate”, al doilea monument comemorativ la Harrods.

Imediat după moartea ei, multe locuri din lumea întreagă au devenit pentru scurt timp și instantaneu locuri memoriale pentru Diana, unde publicul lăsa flori și alte ofrande. Cel mai mare astfel de loc era la porțile palatului Kensington. Printre locurile memoriale permanente au fost:
- Grădina memorială pentru Diana, Prințesă de Wales din Grădinile Regent Centre, Kirkintilloch
- Fântâna Memorială pentru Diana, Prințesă de Wales din Hyde Park, Londra, inaugurată de Regina Elisabeta a II-a.
- Locul de Joacă Memorial pentru Diana, Prințesă de Wales din Grădinile Kensington, Londra.
- Parcul Memorial Diana, Prințesă de Wales Memorial Walk, o potecă circulară între Kensington Gardens, Green Park, Hyde Park și Parcul St James, Londra

În plus, mai sunt două monumente funerare în magazinul Harrods, care aparține tatălui lui Dodi Al-Fayed, Mohamed Al-Fayed, din Londra. Primul monument este constituit din fotografiile celor doi îndărătul unei piramide în care se află paharul de vin pătat încă de ruj de la ultima cină a Dianei și un inel de 'logodnă' pe care l-a cumpărat Dodi cu o zi înainte de moartea lor.  Al doilea, dezvelit în 2005 și intitulat "Victime inocente", este o statuetă de bronz a celor doi dansând pe o plajă ocrotiți de aripile unui albatros.

### Suvenire
După moartea Dianei, Fundația Comemorativă a Dianei a primit drepturile la proprietatea intelectuală asupra imaginii Prințesei. În 1998, după ce i s-a refuzat corporației Franklin Mint licența oficială pentru a  produce mărfuri cu marca Dianei, fundația a dat în judecată compania, acuzând-o că vinde ilegal păpuși Diana, farfurii și bijuterii. În California, unde a fost judecat cazul inițial, este posibil să fie susținut un proces care să urmărească păstrarea dreptului la publicitate în numele unei persoane decedate, însă numai dacă persoana aceea este din California. De aceea, Fundația Memorială Fund a intentat proces în numele statului și după ce au pierdut li s-a cerut să plătească corporației Franklin Mint penalități în valoare de 3 milioane £, care, în combinație cu  alte taxe, au făcut ca Fundația Memorială să oprească toate donațiile către societățile caritabile.
În 2003, Corporația Franklin Mint i-a dat în judecată drept contra-atac; cazul a fost finalizat în cele din urmă în 2004, când fundația a acceptat o înțelegere făcută în afara sălii de judecată, cu o sumă care a fost donată unor cauze caritabile cu care au fost de acord ambele părți implicate.
Acum, ca urmare a acest proces, două companii din California continuă să vândă suveniruri cu  Diana fără a avea nevoie de permisiunea moștenitorilor Dianei: Franklin Mint și Princess Ring LLC.

### Diana în arta contemporană

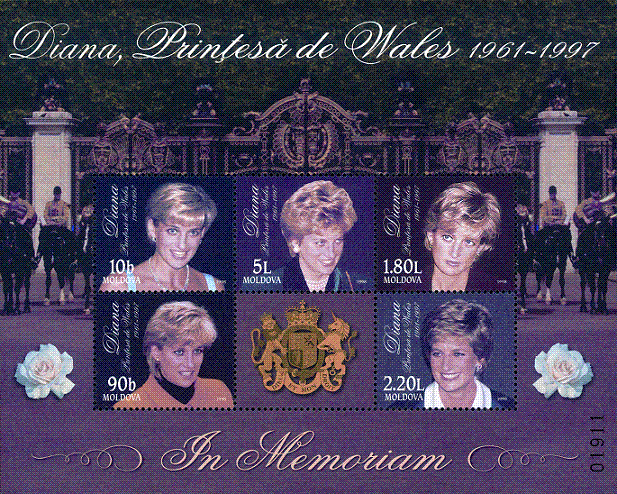
Imagini ale prințesei Diana pe o coliță poștală din Republica Moldova

Diana a fost reprezentată de multe ori în arta contemporană de la moarte până acum.
În iulie 1999, artista britanică Tracey Emin, fiind faimoasă pentru Premiul Turner primit, a creat câteva desene de gen monotip inspirate din viața publică și particulară a Dianei pentru o expoziție cu lucrări numită Templul Dianei, care a avut loc la Galeria Albastră din Londra. Lucrări ca Ei voiau ca tu să fii distrusă (1999) făceau referire la bulimia Dianei, dereglarea digestiei, pe când alte desene monotipe includeau texte pline de afecțiune cum sunt Dragostea era de partea ta și o descriere a rochiei cu mâneci bufante purtată de Diana. Alte desene evidențiau Lucrurile pe care le-ai făcut pentru a-i ajuta pe ceilalți, scris alături de un portret al Dianei făcut de Emin, Prințesa de Wales fiind îmbrăcată în haine de protecție mergând pe un teren minat în Angola. O altă lucrare era o schiță delicată a unui trandafir desenat alături de fraza E foarte posibil să credem că te-au ucis (cu semnul distinctiv al lui Emin, adică greșeli de ortografie) referindu-se la teoriile asupra conspirațiilor care s-au făcut în privința morții Dianei. Însăși Emin și-a descris desenele spunând că "pot fi considerate ca fiind desene alcătuite din rămășițe, proaspete și părând cam naive" și "Este cam dificil pentru mine să nu desenez despre mine, ci pe altcineva. Dar am avut o mulțime de idei. Cred că sunt chiar sentimentale și nu au deloc cinism."
Artista britanică Stella Vine a provocat o controversă publică în 2004 când Charles Saatchi a cumpărat Salut, Paul, poți veni aici, mi-e foarte frică (2003), un tablou făcut de ea Dianei, Prințesa de Wales. Titlul lucrării provine de la textul scris cu litere mari și roșii, de la un capăt la celălalt al pânzei, o aluzie la majordomul Dianei, Paul Burrell. Vine a pictat 30 de tablouri cu Diana, fiind fascinată de teoriile asupra conspirației în accidentul tragic al Prințesei pe care le-a citit pe Internet. Vine a distrus multe dintre aceste tablouri la scurt timp după ce le-a creat. Ea le-a pus într-un vagonet pentru că nu avea destul spațiu pentru a le usca sau a depozita picturile umede. Singurul tablou pe care l-a păstrat a fost mai târziu adăugat colecției lui Saatchi.
Vine a spus că era supărată că unor oameni, inclusiv rudelor ei, nu le plăcea imaginea pe care o contura ea pentru Diana, căci ea credea că nu era o imagine lipsită de respect, ci de fapt un autoportret la fel de mult ca și o descriere a Dianei: "Tabloul înfățișează de fapt două femei. Una care locuia în Kensington Palace. Și cealaltă care locuiește pe strada Whitecross. "Mă uit la tablou," spune Vine, "și mă văd și pe mine."" În 2005, un nou tablou cu Diana, semnat de Vine, Ucisă, însărcinată și îmbălsămată (2005), a fost cumpărat de George Michael cu 25,000 £, informa ziarul The Sun care condamna tabloul pentru că era "macabru".
În 2005 artistul uruguayan Martin Sastre a prezentat în premieră, în timpul Bienalei de la Veneția filmul Diana: Conspirația Trandafirului, o operă de ficțiune care începe în ziua în care lumea descoperă că Lady Di este vie, bucurându-se de o nouă viață fericită într-un orășel brazilian sărac și periculos aflat la periferia orașului Montevideo, Uruguay. Filmul a fost filmat într-un cartier sărac uruguayan cu o Lady Di imitatoare din Sao Paulo, Brazilia și a fost ales printre cele mai bune lucrări de la Bienala Venețiană de către Asociația Italiană a Criticilor de Artă.
În 2007, Vine a făcut o nouă serie de tablouri cu Diana pentru prima ei expoziție la galeria de Artă Modernă de la Oxford. Vine a spus că speră că noile tablouri vor evidenția forța și vulnerabilitatea Dianei, ca relația ei strânsă cu cei doi fii, Prințul William de Wales și Prințul Henry de Wales. Noile tablouri includeau Diana ramificații (2007), Diana picnic în familie (2007), Diana văl (2007) și Diana cărucior (pentru copii) (2007) care includea sloganul Fac legământ cu tine, țara mea. În septembrie 2007, Immodesty Blaize a spus că a fost fermecată de tabloul de Vine numit Diana accident (2007) de la Galeria de Artă Modernă de la Oxford considerându-l "pe rând înfiorător, uimitor și amuzant". Vine a spus în 2007 că a fost întotdeauna atrasă de "frumusețea și tragedia vieții Dianei".

### Evenimente recente
În 13 iulie 2006, revista italiană Chi a publicat fotografii în care prințesei i se așeza masca de oxigen în mașina distrusă în accident, în ciuda opririi publicării acestor fotografii. Fotografiile au fost făcute la câteva minute după accident și o înfățișează prăbușită pe scaunul din spate în timp ce un asistent încerca să îi fixeze o mască de oxigen pe față. Editorul de la Chi și-a apărat decizia spunând că a publicat fotografiile pentru simplul motiv că nu mai fuseseră văzute până atunci și că a crezut că imaginile nu dovedesc lipsă de respect pentru comemorarea Prințesei.
O nouă controversă a pornit din cauza apariției fotografiilor, când au fost difuzate într-un documentar, pe Canalul 4, în iunie 2007.
La 1 iulie 2007, a avut loc un concert organizat de cei doi fii ai ei, cu ocazia aniversării a 46 de ani de la nașterea ei. Concertul a avut loc pe Stadionul Wembley și a prezentat multe nume celebre pe scenă.
Filmul documentar din 2007, cu titlul Diana: Conspirația trandafirului (film) ne oferă detalii ale ultimelor luni ale vieții ei.
Într-un episod din octombrie 2007 a serialului de televiziune Războiul grupului Chaser cu orice, Andrew Hansen a maimuțărit-o pe Diana în "Cântec de laudă", care a creat imediat o controversă în mass-media australiană.

### Teoriile conspirației
Împrejurările morții Dianei au fost subiectul unor numeroase teorii conspirative, unele fiind perpetuate de Mohamed Al-Fayed, al cărui fiu, Dodi Al-Fayed, a murit în acel accident. Fayed a afirmat că accidentul a fost organizat de MI6 îndemnul Prințulul Filip, Ducele de Edinburgh. Fayed a acuzat serviciile secrete britanice și franceze, poliția și serviciile medicale, Henri Paul, Tony Blair, Robin Cook, Lady Sarah McCorquodale, Rosa Monckton, Charles, Prinț de Wales, John Stevens, Baron Stevens of Kirkwhelpington, Paul Condon, Baron Condon|Lord Condon, Victor Mishcon, Baronul Mishcon|Lordul Mishcon, Robert Fellowes, Baron Fellowes|Lord Fellowes, Michael Jay, Baron Jay de Ewelme|Sir Michael Jay, și ziarele Daily Mail, The Mail on Sunday, The Daily Telegraph și Sunday Telegraph de implicare în acoperirea sau participarea la uciderea ei.
În 2006 rezultatele unei anchete, convocată de Lord Stevens, fost comisar al Poliției Metropolitane, Operațiunea Paget, au fost publicate și au fost respinse toate afirmațiile conspirației pentru că erau nefondate.
La 2 octombrie 2007, a început o anchetă privind moartea ei, anchetă ce urma să dureze cel puțin șase luni. În concluziile sale din cadrul acestei anchete, legistul a declarat: „Teoria conspirației promovată de Mohamed Al Fayed a fost examinată amănunțit, și s-a demonstrat că este fără substanță.” Juriul a hotărât la 7 aprilie 2008 că moartea Dianei a fost cauzată de maniera neglijentă de conducere a șoferului Henri Paul și a fotografilor paparazzi.

## Opiniile contemporanilor

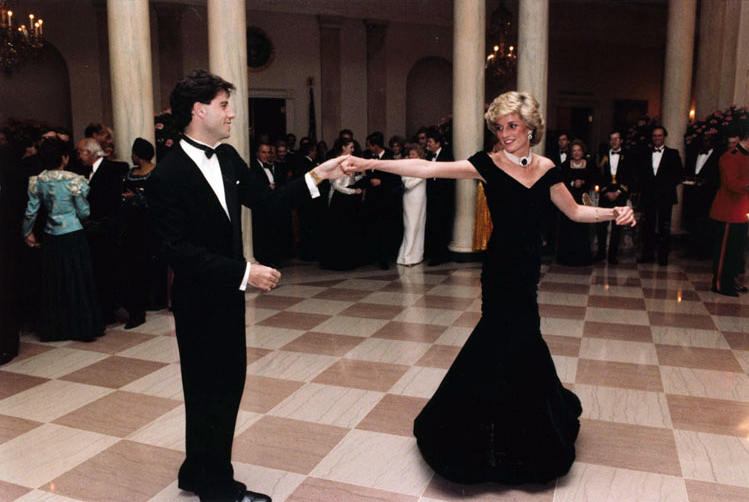
John Travolta și Diana dansând la Casa Albă

O prezență iconică în viața publică, Diana a fost remarcată pentru compasiunea ei stilul, farmecul personal și munca de caritate, dar și pentru faptul că a avut o căsnicie nefericită alături de Prințul Charles.
Din vremea logodnei sale cu Prințul Charles de Wales, din 1981, până după moartea ei într-un accident de mașină în 1997, Diana a fost una dintre cele mai cunoscute femei din lume — o celebritate proeminentă a generației sale. În timpul vieții sale, ea a fost adesea descrisă ca fiind cea mai des fotografiată femeie din lume. Un biograf a sugerat că Diana suferea probabil de tulburări de personalitate. Diana a recunoscut că se lupta cu deprimarea și cu tulburări ale digestiei (bulimia), care s-au repetat de-a lungul vieții ei de adult.
Biografa regală Sarah Bradford a spus: "Singura vindecare pentru suferința ei (a Dianei) ar fi fost dragostea Prințului de Wales pe care și-a dorit-o cu atât de multă pasiune, dar care i-a fost mereu negată. El a fost cel care a refuzat-o; modul în care el a discreditat-o în mod constant a dus-o la disperare." Diana însăși a spus: "Soțul meu mă făcea să simt că nu eram deloc la înălțimea așteptărilor și de fiecare dată când simțeam că prind puțin curaj, el mă descuraja iarăși..."

## Titluri, onoruri, și blazoane

### Titluri și stiluri
- Distinsa Diana Frances Spencer, 1 July 1961 – 9 June 1975
- Lady Diana Frances Spencer, 9 June 1975 – 29 July 1981
- Alteța Sa Regală Prințesa de Wales, 29 July 1981 – 28 august 1996
- Diana, Prințesa de Wales, 28 august 1996 – 31 august 1997

Postum, la fel ca și în timpul vieții sale, toți o numeau "Prințesa Diana", titlu pe care ea nu l-a păstrat. Totuși, ea a fost uneori numită (conform cu tradiția în privința folosirii numelor de domnișoară după moarte) în mass-media "Lady Diana Spencer", sau doar "Lady Di". După faimosul discurs al lui Tony Blair ea a fost numită și Prințesa poporului.
Titlul complet al Dianei, când era căsătorită, era Alteța sa regală prințesa consoarta lui Charles Philip Arthur George, prințesă de Wales și contesă de Chester, ducesă de Cornwall, ducesă de Rothesay, contesă de Carrick, baroană de Renfrew, Lady a Insulelor, prințesă de Scoția.

### Onoruri
Onoruri britanice
- Linia de succesiune la tronul britanic a Reginei Elisabeta a II-a

Onoruri din străinătate
- Înalt Ofițer, Ordinul Coroanei (Olanda)

### Blazoane
Format:Infobox COA wide

### Titluri, onoruri și arme
|                                                |
| Stema de arme ca Prințesă de Wales (1981-1996) |

|                                                |
| Stema de arme ca Prințesă de Wales (1996-1997) |

|                                     |
| Stema de arme ca Lady Diana Spencer |

## Moștenirea lăsată de Diana

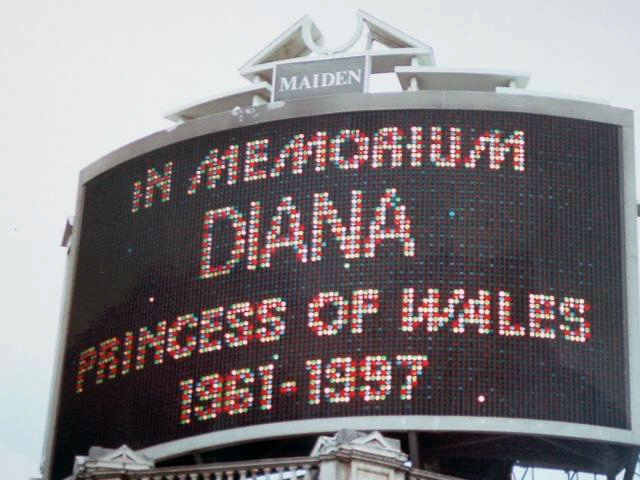
Un mesaj de compătimire la Piccadilly Circus după moartea ei (cuvântul 'memoriam' fiind scris incorect "memorium").

- Interesul Dianei în susținerea și ajutarea tinerilor a dus la constituirea Premiului în memoria Dianei, acordat tinerilor care au dovedit devotament altruist și angajament în cauzele susținute de prințesă. În 2002, Diana a ocupat locul al III-lea în sondajul opiniei publice 100 dintre cei mai mari britanici, fiind înaintea reginei Regina Elisabeta a II-a și a altor monarhi britanici.
- Pe 29 august 2007, fotograful peruvian Mario Testino a anunțat că pe 20 noiembrie el va organiza o licitație pentru fotografia Dianei în beneficiul victimelor cutremurului din Peru (la Londra de Phillips de Pury & Co). Fotografia a apărut în ediția din 1997 a revistei Vanity Fair și o înfățișează pe Diana purtând o rochie neagră.[86]
- Terenul de joacă în memoria Dianei, Prințesa de Wales a fost construit în grădina Kensington și a costat 1.7 million £.[87]
- Aleea Dianei, Prințesa de Wales a fost dedicată amintirii Dianei, Prințesa de Wales, întinzându-se de la Kensington Gardens, Green Park, Hyde Park până în parcul St James.
- În 6 iulie 2004, regina Elisabeta a II-a a inaugurat oficial Fântâna în memoria Dianei, Prințesă de Wales. Este situată în colțul de sud-vest al parcului Hyde din Londra.
- În 1999, a fost fondat Premiul în memoria Dianei, Prințesă de Wales pentru tineri inspirați.
- Place Diana (Paris, 2019).[88]